# Emilio Giuseppe Dossena
Emilio Giuseppe Dossena (né le 10 décembre 1903 à Cavenago d'Adda – mort le 23 mars 1987 à Milan) est un peintre italien contemporain. Il était également connu sous le nom de Giuseppe Dossena.

## Biographie
Il fréquente l'Académie de Brera (Milan) et la Scuola del Castello (Milan), où il fait de solides amitiés avec Aligi Sassu, Ernesto Treccani, Renato Guttuso, Domenico Cantatore et Umberto Lilloni. À la Scuola del Castello, il a remporté un prix pour ses œuvres de sculpture (un voyage à Venise), mais son attraction pour la couleur l'a poussé à choisir la peinture comme moyen de communication artistique. Bien que sa tendance à l'impressionnisme ait été évidente dès le début, la nécessité de subvenir aux besoins de sa famille l'a obligé à ne consacrer que son temps libre à cet aspect des arts. Il gagna donc sa vie pendant de nombreuses années en faisant la restauration et la décoration de villas et de châteaux, en plus il produit des fresques pour les églises locales. Dans les résidences de Pirelli, Falck, Borletti, Invernizzi, Necchi, Toscanini, le comte Cicogna, le duc Gallarati Scotti et le comte Castelbarco, Emilio Giuseppe Dossena a décoré, restauré et peint de grands panneaux avec des thèmes et des batailles mythologiques et archaïques. Les œuvres se trouvaient également à l'ambassade d'Italie à Addis-Abeba, en Éthiopie, mais ont été détruites par des raids aériens pendant la Seconde Guerre mondiale. Sa passion pour l'expression artistique lui a permis de conserver son intégrité créative, et il est devenu un impressionniste recherché, connu pour la sensibilité de ses œuvres autant que pour les traits dynamiques qui les caractérisent. Sa première exposition personnelle, à la Galleria Gavioli de Milan (1943), est un succès auprès de la critique et du public, et toutes les peintures sont achetées par des collectionneurs.
L'exposition à la Galleria Hoepli de Milan (1964) et celle au Palazzo dell'Arredamento, à Desio (1967), ont également rencontré un bon succès et ont été réclamées dans la prestigieuse Enciclopedia dell'Arte (Edizioni SEDA, Milan). Jusqu'au milieu des années 1950, Dossena signait ses peintures G.Dossena (pour Giuseppe Dossena), mais la signature a muté chez E.G.Dossena après cette période.
Après que l'artiste ait perdu son atelier dans un incendie, il a déménagé en 1968 à Brooklyn, New York, et a résidé au 54 Cheever Place à Carroll Gardens et a été employé par Studio Berger, restaurant des œuvres de Renoir, Rembrandt, Picasso et d'autres maîtres, il restore des propriétés de musées et de collections privées, parmi lesquelles se distinguent le Metropolitan Museum de New York et le Playboy Club.
À New York, l'artiste abandonne temporairement ses racines impressionnistes, embrassant le néo-expressionnisme, créant des formes plus simplifiées, presque essentielles, sans aucun schématisme ni restriction structurelle. La forme est presque arrachée à la nature, dans une recherche continue pour contenir et interpréter l'essence existentielle et exprimer ces nouvelles sensations inéluctables, que l'artiste ressent loin de son pays.
Les expositions à la Columbus Citizens Foundation (1973) et à la Galerie Internationale (1973, 1974) donnent des résultats positifs imprévus. Dorothy Hall, critique d'art du magazine NY Park East, a déclaré : « Ce sont des œuvres exubérantes aux couleurs riches et affirmées, traitant de sujets variés, à la fois abstraits et figuratifs. Dans les deux cas, il y a un sentiment d'énergie nerveuse qui éclate dans le traitement par l'artiste de champs généreusement fleuris, de papillons, de natures mortes et de figures dansantes...»
Mario Albertazzi, critique d’art de Il Progresso Italo-Americano, a ajouté : « Coloriste brillant, il apporte à sa toile la lumière de la nature et la joie de vivre. Ses œuvres... sont riches en densité et en même temps flottants, agités et doux comme une caresse délicate...»
Après huit ans, il retourne en Italie et se consacre exclusivement à la peinture. Il retrouve ses tendances impressionnistes, mais avec un traitement chromatique plus agressif.
Dossena a exposé à la Galleria Treves (Spotorno, 1977), à la Galleria Il Portichetto (Stresa, 1978) et au Circolo Ambrosiano Meneghin e Cecca (Milan, 1983). La presse spécialisée a couvert abondamment ces événements, ne proposant que des commentaires positifs. Le critique d'art Mario Portalupi affirme : « En vérité, son processus de peinture naît des impressions et des émotions qui en découlent, qui transforment la réalité et régulent les entités chromatiques sur la toile...»
Son ami Enzo Lepore, chanteur d'opéra de renom, a déclaré : « Dossena... excelle par l'harmonie lumineuse des contrastes chromatiques et se distingue par la pureté expressive de son style vigoureux et original... Ses peintures sont fraîches, palpitantes, riches d'une vaste conception et d'une spiritualité, dans un cadre de couleurs rayonnantes et intenses...
Parmi les nombreux honneurs qu'il a reçus, en 1985, Dossena a reçu le prestigieux Ambrogino d'Oro pour l'art de la ville de Milan, et en 1989, un carrelage en céramique avec sa signature est placé dans le célèbre Muretto di Alassio.
Dossena est membre de nombreuses académies et associations artistiques, dont l'Accademia Tiberina et l'Accademia dei Bronzi. Dans les dernières années de sa vie, l'artiste, malade et incapable de peindre, se consacre à la poésie, reçoit de nombreux prix et apparaît dans une variété d'anthologies littéraires. L'exposition à la Trask Gallery du National Arts Club de New York, organisée en 1998 par le magazine L'Idea de Brooklyn en sa mémoire, a battu tous les records de participation et c'était la première pour un artiste italien dans une telle institution.

## Œuvres
- Figure di Carnevale (années 1970) ;
- Giorni di mercato (1976) ;
- Sempione Parc in Milan (1980) ;